# Mediaevistik
Mediaevistik. Internationale Zeitschrift für interdisziplinäre Mittelalterforschung ist eine von Peter Dinzelbacher gegründete (Gründungsherausgeber) und seit Band 24 von Albrecht Classen herausgegebene Fachzeitschrift.

## Profil
Die Zeitschrift wurde gegründet, um für die deutschsprachigen Länder ein Periodikum in der Mittelalterforschung für die interdisziplinäre Zusammenarbeit zu schaffen, das auch Forscherinnen und Forschern aus anderen Ländern die Veröffentlichung ihrer Forschungsarbeiten ermöglicht und so die Internationalität der Mittelalterforschung unterstützt. Sie deckt dabei zeitlich Forschungen zum 5. bis 16. Jahrhundert und räumlich zur lateinischen Christenheit im Hochmittelalter ab.
Die Zeitschrift bietet neben den üblichen Aufsätzen und Rezensionen auch aktuelle Informationen.

## Bedeutung
2018 wurde die Mediaevistik als „as one of the most highly regarded scholarly journals“ (als eine der angesehensten wissenschaftlichen Zeitschriften) von der italienischen ANVUR (Agenzia nazionale di valutazione del sistema universitario e della ricerca) anerkannt.

## Beihefte
Beihefte zur Fachzeitschrift werden veröffentlicht und sind mit der ISSN 1617-657X versehen.

## Beirat
Zum Beraterbeirat der Zeitschrift gehören (Stand 2022) folgende Wissenschaftlerinnen und Wissenschaftler: Jalal abd Alghani (Haifa, Israel), Robert Bjork (Tempe, USA), Andrew Breeze (Pamplona, Spanien), Susanna Fein (Kent State University, USA), Alexander Fidora (Barcelona, Spanien), Thomas A. Fudge (University of New England, Armidale, Australien), Francis G. Gentry (Penn State, USA) (emeritus), Bernhard Haage (Mannheim, Deutschland), Werner Heinz (Sindelfingen, Deutschland), William Chester Jordan (Princeton, USA), John Marenbon (Cambridge, Großbritannien), Nadia Margolis (Amherst, USA), Constant J. Mews (Monash, Australien), Ulrich Müller (Salzburg, Österreich) († 2012), Cary Nederman (College Station, USA), Connie Scarborough (Lubbock, USA), Romedio Schmitz-Esser (Heidelberg, Deutschland) und Nancy VanDeusen (Claremont, USA).